# V-League 2014/15 (Südkorea)
Die V-League 2014/15 war die 11. Spielzeit der Profi-Volleyballliga Südkoreas. Die Saison begann am 19. November 2014 und endete am 1. April 2015 mit den Meisterschaftsfinale. Titelverteidiger war Daejeon Samsung Fire Bluefangs.

## Teilnehmende Mannschaften
| Verein                             | Ort       | Halle                | Kapazität |
| ---------------------------------- | --------- | -------------------- | --------- |
| Ansan OK Savings Bank Rush & Cash  | Ansan     | Sangnoksu-Arena      | 2.285     |
| Cheonan Hyundai Capital Skywalkers | Cheonan   | Yu-Kwan-sun-Arena    | 5.482     |
| Daejeon Samsung Fire Bluefangs     | Daejeon   | Chungmu-Arena        | 6.000     |
| Uijeongbu KB Insurance Stars       | Uijeongbu | Uijeongbu-Sporthalle | 6.240     |
| Incheon Korean Air Jumbos          | Incheon   | Gyeyang-Arena        | 4.270     |
| Seoul Woori Card Wibee             | Seoul     | Jangchung-Sporthalle | 4.618     |
| Suwon KEPCO Vixtorm                | Suwon     | Suwon-Arena          | 5.145     |

## Saison

### Hauptrunde
Die Männer-V-League setzte sich in der Saison 2014/15 aus sieben Mannschaften zusammen, die zunächst in drei Hin- und drei Rückrunden gegeneinander antraten.

### Tabelle
In der V-League gilt für den Spielbetrieb folgende Punkteregel: Für einen 3:0- oder einen 3:1-Sieg gibt es drei Punkte, für einen 3:2-Sieg zwei Punkte, für eine 2:3-Niederlage einen Punkt und für eine 1:3- oder 0:3-Niederlage keinen Punkt. Bei Punktgleichheit entscheidet zunächst die Anzahl der gewonnenen Spiele, dann der Satzquotient (Divisionsverfahren) und schließlich der Ballpunktquotient (Divisionsverfahren).
|                            | Verein                             | Anz. Spiele | Punkte | Gew. Spiele | Verl. Spiele | Sätze  | Bälle |
| -------------------------- | ---------------------------------- | ----------- | ------ | ----------- | ------------ | ------ | ----- |
| 1.                         | Daejeon Samsung Fire Bluefangs (M) | 36          | 84     | 29          | 7            | 97:42  | 0:0   |
| 2.                         | Ansan OK Savings Bank Rush & Cash  | 36          | 71     | 25          | 11           | 84:55  | 0:0   |
| 3.                         | Suwon KEPCO Vixtorm                | 36          | 65     | 23          | 13           | 80:61  | 0:0   |
| 4.                         | Incheon Korean Air Jumbos (P)      | 36          | 55     | 18          | 18           | 68:69  | 0:0   |
| 5.                         | Cheonan Hyundai Capital Skywalkers | 36          | 52     | 15          | 21           | 66:73  | 0:0   |
| 6.                         | Uijeongbu KB Insurance Stars       | 36          | 36     | 13          | 23           | 60:86  | 0:0   |
| 7.                         | Seoul Woori Card Wibee             | 36          | 15     | 3           | 33           | 34:103 | 0:0   |
| Stand: Ende der Hauptrunde |                                    |             |        |             |              |        |       |

|     | Meisterschafts-Finalteilnehmer     |
|     | Meisterschafts-Halbfinalteilnehmer |
| (M) | Südkoreanischer Meister 2013/14    |
| (P) | KOVO-Pokal-Sieger 2014             |

### Meisterschaftsrunde
An den Meisterschaftsspielen nahmen die besten drei Mannschaften der Hauptrunde teil. Zuerst spielte der Zweit- gegen den Drittplatzierten, und der Gewinner traf im Finale auf den Erstplatzierten der Hauptrunde. Im Finalspiel wurde schließlich die Meisterschaft ausgespielt.

### Halbfinale
| Datum          | Team 1                            | Team 2              | Ergebnis       |
| -------------- | --------------------------------- | ------------------- | -------------- |
| 21./23.03.2015 | Ansan OK Savings Bank Rush & Cash | Suwon KEPCO Vixtorm | 2:0 (3:2; 3:2) |

### Finale
| Datum              | Team 1                         | Team 2                            | Ergebnis            |
| ------------------ | ------------------------------ | --------------------------------- | ------------------- |
| 28./30./01.04.2015 | Daejeon Samsung Fire Bluefangs | Ansan OK Savings Bank Rush & Cash | 0:3 (0:3, 0:3, 1:3) |